# Mirni (Yeisk, Krasnodar)
Mirni (del ruso: Мирный) es un posiólok del raión de Yeisk del krai de Krasnodar, en Rusia. Está situado en las tierras bajas de Kubán-Azov, en la península de Yeisk, 24 km al suroeste de Yeisk y 184 km al noroeste de Krasnodar, la capital del krai. Tenía 674 habitantes en 2010.
Pertenece al municipio Mórevskoye.